# Corpus Hermeticum

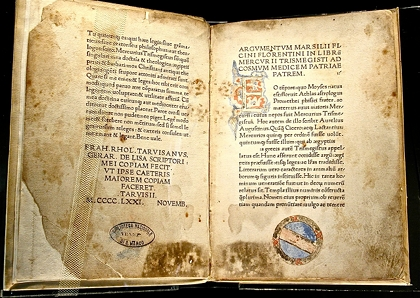
Corpus Hermeticum w łacińskim przekładzie Marsilio Ficino, pierwsza edycja (Amsterdam 1471)

Corpus Hermeticum – zbiór greckojęzycznych traktatów powstałych w II i III wieku jako zapis objawień mitycznego bóstwa Hermesa Trismegistosa, o cechach egipskiego Thota i Merkurego. Całość zbioru tzw. pism hermetycznych łączy w sobie wpływy gnostyckie, neoplatońskie i kabalistyczne.
Spośród kilkunastu traktatów i ich fragmentów za najważniejszy uchodzi Poimandres (Ποιμάνδρης, Pasterz ludzi), zawierający objawienia mitycznej postaci o tym imieniu. Inne traktaty to religijne dialogi pomiędzy Hermesem Trismegistosem a Asklepiosem, Hermesem i jego synem Thotem.
Zbiór znany był zarówno w późnej starożytności, jak i w średniowieczu, nawiązywali do niego m.in. Ojcowie Kościoła, szczególnym powodzeniem cieszył się jednak w kręgach alchemicznych. Szeroki odbiór i rozpowszechnienie tych tekstów w Europie nastąpiły po wydanym łacińskim przekładzie z 1463 roku, dokonanym przez florentyńczyka Marsilio Ficino.
Corpus Hermeticum dostępny jest w wielu tłumaczeniach i komentarzach, również w języku polskim, na który przełożyli go Wincenty Myszor i Rafał Wąsowski.
Przesłanie Corpus Hermeticum zostało zawarte we współczesnym traktacie hermetycznym Kybalion.